# گابریل باسو
گابریل باسو (به انگلیسی: Gabriel Basso) (زاده ۱۱ دسامبر ۱۹۹۴) بازیگر آمریکایی است.
از فیلم‌های معروف او می‌توان به بازی در فیلم غیر مرگبار اشاره کرد.
همچنین او در فیلم های مرثیه هیلبیلی،پادشاهان تابستان،  هشدار شلیک، حقیقت مطلق و سریال مامور شب نقش آفرینی کرده است.